# قانون دارفور للسلام والمساءلة
قانون دارفور للسلام والمساءلة (HR 3127 / S. 1462) أو DPAA إعادة التأكيد موقف حكومة الولايات المتحدة من أن النزاع في دارفور يشكل إبادة جماعية، ويطلب من الحكومة توسيع قوة حفظ السلام التابعة للاتحاد الأفريقي في دارفور (مهمة الاتحاد الأفريقي في السودان) وإعطاء فرض تفويض أقوى، بما في ذلك دعم لوجستي أكثر قوة. كما يوجه الحكومة لمساعدة المحكمة الجنائية الدولية على تحقيق العدالة لأولئك المذنبين بارتكاب جرائم حرب في دارفور، السودان. تم تمريره من قبل مجلس النواب ومجلس الشيوخ ووقعه الرئيس بوش ليصبح قانونًا في 13 أكتوبر 2006 مع أمر تنفيذي مصاحب.

## التاريخ التشريعي
قدم مجلس النواب الأمريكي قانون المحاسبة (HR 3127) في 30 يونيو 2005، من قبل النائب هنري هايد (الحزب الجمهوري). كان هناك 162 من رعاة مشروع القانون. مرت HR 3127 في مجلس النواب بموافقة 416 إلى 3 في 5 أبريل 2006.
تم تقديم مشروع قانون مجلس الشيوخ بشأن قانون حماية البيانات (S. 1462) في 21 يوليو 2005، من قبل السناتور سام براونباك. كان هناك 38 من أعضاء مجلس الشيوخ الذين شاركوا في رعاية مشروع القانون. تم تمرير (S. 1462) من قبل مجلس الشيوخ بموافقة بالإجماع في 18 نوفمبر 2005، مع بعض التعديلات.
ثم انتقل مشروع القانون إلى لجنة مؤتمر الكونجرس حيث حاول مجلس النواب ومجلس الشيوخ تسوية الخلافات بين نسختين من مشاريع القوانين. السناتور ريتشارد لوغار، رئيس لجنة العلاقات الخارجية في مجلس الشيوخ، التي عقدت مشروع القانون في هذه اللجنة بسبب مخاوف تتعلق سحب الاستثمارات. تمت الموافقة على مشروع القانون من قبل مجلس الشيوخ في شكل منقح في 21 سبتمبر وأقر مجلس النواب في شكل منقح في 25 سبتمبر. بعد ذلك بوقت قصير، حاكم كاليفورنيا أرنولد شوارزنيجر أصدر خطابًا عامًا إلى الرئيس بوش يحثه فيه على التوقيع على مشروع القانون، وقام العديد من أعضاء الكونجرس بالشيء نفسه.
في 13 أكتوبر 2006، وقع الرئيس بوش مشروع القانون ليصبح قانونًا. كما وقع على أمر تنفيذي مصاحب ( انظر «الأحكام» أدناه ).

### رواد قانون دارفور للسلام والمساءلة
أدخل قانون محاسبة دارفور (S. 495) في 2 مارس 2005، من قبل السناتور السابق جون كورزين. كان هناك 40 من أعضاء مجلس الشيوخ الذين شاركوا في رعاية مشروع القانون. كان قانون محاسبة دارفور أول جزء من التشريعات الملزمة المتعلقة بدارفور التي تم تقديمها إلى مجلس الشيوخ. وجه مشروع القانون الرئيس لتحديد واستهداف الأفراد المسؤولين عن الإبادة الجماعية في دارفور. وستقوم الولايات المتحدة بتجميد الأصول ورفض منح التأشيرات لهؤلاء الأفراد.
تم تقديم قانون مساءلة الإبادة الجماعية في دارفور (HR 1424) في 17 مارس 2005 من قبل النائب دونالد باين. كان هناك 133 من رعاة مشروع القانون. كان قانون مساءلة الإبادة الجماعية في دارفور أول جزء من التشريعات الملزمة المتعلقة بدارفور التي تم إدخالها في مجلس النواب. لم يتم طرح مشروع القانون للتصويت عليه وتوفي في النهاية، على الرغم من ظهور عناصر القانون في DPAA. تضمنت أحكام قانون مساءلة الإبادة الجماعية في دارفور عقوبات موجهة ضد المسؤولين الحكوميين السودانيين، وتقييد وظائف السفارة السودانية في الولايات المتحدة، وتفويض الرئيس باستخدام القوة لوقف الإبادة الجماعية، ومنع دخول الموانئ للسفن التي تتعامل مع السودان.

### القوانين اللاحقة
نتيجة لإزالة «القسم 11»، حماية الولايات الأمريكية الفردية من الدعاوى القضائية الناشئة عن التجريد، قدمت باربرا لي مشروع قانون جديد (HR 6140) يحتوي على الحكم الذي تم تجريده.

## الأحكام
كما هو موضح في نص مشروع القانون، قانون دارفور للسلام والمساءلة: 

- فرض حظر السفر وتجميد الأصول على الأفراد الذين قرر الرئيس أنهم متواطئون في الفظائع في دارفور (مع تنازل رئاسي مشروط).
- يجيز مساعدة الولايات المتحدة لتعزيز وتوسيع بعثة الاتحاد الإفريقي في السودان.
- حث إدارة بوش على استخدام صوت الولايات المتحدة وتصويتها ونفوذها في حلف شمال الأطلسي للدعوة إلى تعزيز أكبر لحلف الناتو لبعثة الاتحاد الأفريقي في السودان.
- يحث الإدارة على منع حكومة السودان من الوصول إلى عائدات النفط، بما في ذلك حظر دخول موانئ الولايات المتحدة إلى سفن الشحن التي تحمل النفط السوداني.
- يضع المعايير التي يجب الوفاء بها قبل أن ترفع الولايات المتحدة أي عقوبات مفروضة حاليًا على حكومة السودان، مع إصدار تنازل رئاسي من مجلس الشيوخ يحدد معايير غير ملزمة ؛
- ينص على أنه لا يوجد في هذا القانون ما يفسر على أنه يستبق أي قانون ولاية يحظر استثمار الأموال، بما في ذلك صناديق المعاشات الحكومية، في جمهورية السودان أو المتعلقة بها.

 يشير البند الثاني إلى منح بعثة الاتحاد الأفريقي في السودان تفويضاً للفصل السابع بدلاً من تفويض الفصل السادس، مما يسمح لها بالتدخل بغض النظر عن إذن من حكومة السودان. تم تجريد البند الأخير ، الذي كان سيحمي الولايات الأمريكية الفردية من الدعاوى القضائية الناشئة عن التجريد، عندما وصل مشروع قانون مجلس النواب الأصلي إلى مجلس الشيوخ.

### الأمر التنفيذي المرافق
بتوقيع اتفاق السلام الشامل، أصدر بوش أيضًا الأمر التنفيذي 13412 بتشديد بعض العقوبات على حكومة السودان مع تخفيف القيود المفروضة على جنوب السودان.

كتب بوش في رسالته إلى رئيس مجلس النواب ومجلس الشيوخ الأمريكي: 
 وعملاً بـ قانون السلطات الاقتصادية الدولية للطوارئ و جمعية التربية الوطنية، قررت أن حكومة السودان تواصل تنفيذ السياسات والإجراءات التي تنتهك حقوق الإنسان، ولا سيما فيما يتعلق بالنزاع في دارفور، حيث تمارس حكومة السودان سلطة إدارية وقانونية وتأثير عملي واسع الانتشار، وأن حكومة السودان لها دور واسع الانتشار في صناعات البترول والبتروكيماويات في السودان. في ضوء هذه القرارات، ومن أجل التوفيق بين المادتين 7 و 8 من قانون حماية البيانات، أصدرت هذا الأمر لمواصلة حظر ممتلكات حكومة السودان على مستوى البلاد وحظر المعاملات المتعلقة بصناعات النفط والبتروكيماويات في السودان. 

## سجلات التصويت
كان DPAA واحدًا من ثلاثة مشاريع قوانين في مجلس الشيوخ تم تسجيلها في بطاقة تسجيل الكونغرس لشبكة الإبادة الجماعية للكونغرس رقم 109، وكان مشروع قانون مجلس النواب المرافق له واحدًا من خمسة تشريعات. السناتور وقد تم تسمية براون باك، أحد الرعاة الرئيسيين لمشروع القانون، بـ «بطل دارفور».

## روابط خارجية
- ملخص من سجل نتائج شبكة دارفور لمكافحة الإبادة الجماعية
- ملخص من الموقع الرئيسي لشبكة تدخل الإبادة الجماعية
- وثيقة PDF لمشروع قانون مجلس النواب (HR 3127)
- وثيقة PDF لمشروع قانون مجلس الشيوخ (S. 1462)
- الأمر التنفيذي: حظر ملكية وحظر المعاملات مع حكومة السودان
- رسالة من بوش إلى الكونجرس تصف أمرًا تنفيذيًا مصاحبًا لتوقيعه على DPAA.